# NGC 4542
NGC 4542 (NGC 4537) je spiralna galaktika u zviježđu Lovačkim psima. Naknadno je utvrđeno da je NGC 4537 ista galaktika.

## Vanjske poveznice
- (engl.) SEDS: NGC 4542
- (engl.) Revidirani Novi opći katalog
- (engl.) Izvangalaktička baza podataka NASA-e i IPAC-a
- (engl.) Astronomska baza podataka SIMBAD
- (engl.) VizieR